# Mostafa Meshaal
Mostafa Meshaal (ur. 28 marca 2001) – katarsko-egipski piłkarz, występujący na pozycji pomocnika w katarskim klubie Al-Sadd SC oraz w reprezentacji Kataru. Uczestnik Mistrzostw Świata 2022 (na których nie zagrał ani minuty), Złotego Pucharu CONCACAF 2023 oraz Pucharu Azji 2023.

## Statystyki

### Klubowe
Na podstawie:
| Klub         | Sezonów | Liga               | Liga  | Liga   | Puchar krajowy | Puchar krajowy | Kontynentalne | Kontynentalne | Suma  | Suma   |
| Klub         | Sezonów | Liga               | Mecze | Bramki | Mecze          | Bramki         | Mecze         | Bramki        | Mecze | Bramki |
| ------------ | ------- | ------------------ | ----- | ------ | -------------- | -------------- | ------------- | ------------- | ----- | ------ |
| Al-Sadd SC   | 4       | Qatar Stars League | 14    | 1      | 2              | 0              | 4             | 1             | 20    | 2      |
| Al-Shamal SC | 1       | Qatar Stars League | 7     | 1      | 0              | 0              | –             | –             | 7     | 1      |
|              | Łącznie | Łącznie            | 21    | 2      | 2              | 0              | 4             | 1             | 27    | 3      |

### Reprezentacyjne
Na podstawie:
| Występy w reprezentacji | Występy w reprezentacji | Występy w reprezentacji | Występy w reprezentacji | Występy w reprezentacji | Występy w reprezentacji | Występy w reprezentacji | Występy w reprezentacji | Występy w reprezentacji     |
| Lp.                     | Data                    | Miasto                  | Przeciwnik              | Wynik                   | Czas                    | Gole                    | Inne                    | Rozgrywki                   |
| ----------------------- | ----------------------- | ----------------------- | ----------------------- | ----------------------- | ----------------------- | ----------------------- | ----------------------- | --------------------------- |
| 1.                      | 26.08.2022              | Wiener Neustadt         | Jamajka                 | 1:1 (0:0)               | 85'–90'                 |                         |                         | mecz towarzyski             |
| 2.                      | 07.01.2023              | Basra                   | Kuwejt                  | 2:0 (2:0)               | 76'–90'                 |                         |                         | Puchar Zatoki Perskiej 2023 |
| 3.                      | 10.01.2023              | Basra                   | Bahrajn                 | 1:2 (1:0)               | 89'–90'                 |                         |                         | Puchar Zatoki Perskiej 2023 |
| 4.                      | 15.06.2023              | Kingston                | Jamajka                 | 2:1 (2:0)               | 1'–90'                  |                         |                         | mecz towarzyski             |
| 6.                      | 19.06.2023              | Ritzing                 | Nowa Zelandia           | 0:1 (0:1)               |                         |                         |                         | mecz towarzyski             |
| 7.                      | 26.06.2023              | Houston                 | Haiti                   | 1:2 (1:1)               | 1'–90'                  |                         | asysta                  | Złoty Puchar CONCACAF 2023  |
| 8.                      | 30.06.2023              | Glendale                | Honduras                | 1:1 (1:0)               | 1'–90'                  |                         | asysta                  | Złoty Puchar CONCACAF 2023  |
| 9.                      | 03.07.2023              | Santa Clara             | Meksyk                  | 0:1 (0:1)               | 1'–90'                  |                         | 90'                     | Złoty Puchar CONCACAF 2023  |
| 10.                     | 09.07.2023              | Arlington               | Panama                  | 0:4 (0:1)               | 1'–90'                  |                         |                         | Złoty Puchar CONCACAF 2023  |
| 11.                     | 07.09.2023              | Doha                    | Kenia                   | 1:2 (1:1)               | 1'–90'                  |                         |                         | mecz towarzyski             |
| 12.                     | 13.10.2023              | Bagdad                  | Irak                    | 0:0 (k.6:5)             | 1'–74'                  |                         |                         | mecz towarzyski             |
| 13.                     | 17.10.2023              | Amman                   | Iran                    | 0:4 (0:0)               | 46'–90'                 |                         |                         | mecz towarzyski             |
| 14.                     | 16.11.2023              | Doha                    | Afganistan              | 8:1 (6:1)               | 1'–90'                  | 1                       |                         | Eliminacje MŚ 2026          |
| 12.                     | 21.11.2023              | Bhubaneswar             | Indie                   | 3:0 (1:0)               | 1'–70'                  | 1                       |                         | Eliminacje MŚ 2026          |

## Sukcesy
Na podstawie:

### Klubowe
Z Al-Sadd SC:
- Mistrz Kataru 2020/21, 2021/22
- Puchar Kataru 2020/21